# Domènec Balmanya
Domingo Balmanya Perera (Gerona, España 29 de diciembre de 1914-Barcelona, España 14 de febrero de 2002) fue un jugador y entrenador español de fútbol. Estuvo al frente de la selección española entre 1966 y 1968.

## Trayectoria

### Como jugador
Domingo Balmanya comenzó a jugar al fútbol en su localidad natal, Gerona, en cuyo primer equipo disputó la temporada 1934/35, en la Segunda División de España.
Al año siguiente, el Girona FC lo traspasa al F. C. Barcelona. Con su nuevo club se proclamará en 1936 campeón del Campeonato de Cataluña. Sin embargo, el estallido de la guerra civil española interrumpe la competición de Liga y también la carrera de Mingu Balmanya en el Barcelona.
Aun así, no abandona la práctica del fútbol, y tras marchar a Francia, se incorpora en 1937 al FC Sète, equipo con el que en la temporada 1938/39 se proclama campeón de Liga.
Finalizada la contienda española e inmersa Francia ya en la Segunda Guerra Mundial, en 1941 retorna al F. C. Barcelona, donde militará tres temporadas más. En la primera de ellas se proclamaría campeón de la Copa del Generalísimo de 1942. Con la camiseta del F. C. Barcelona disputó más de un centenar de encuentros.
En 1944 cierra su segunda etapa blaugrana y ficha por el Gimnàstic de Tarragona,
En el conjunto tarraconense, permanecería hasta 1950, poniendo fin a su etapa como futbolista tras una breve etapa en la UE Sant Andreu.
En su último año en el Gimnàstic de Tarragona compaginó su puesto como jugador con el de entrenador del mismo club, iniciando así la que sería su prolija trayectoria en los banquillos.

### Como entrenador
Retirado ya como jugador, su primer destino exclusivo como entrenador fue el Girona FC, al que dirigió en la temporada 1952/53 en el Grupo 3 de la Tercera División.
Las siguientes temporadas se sitúa al frente del Real Zaragoza, con el que debuta como técnico en Primera División, y el Real Oviedo, y en 1955 vuelve de nuevo, esta vez como entrenador, al F. C. Barcelona.
Al frente del Barcelona obtendrá su primer título como entrenador: la Copa del Generalísimo de 1957.
Tras tres temporadas en el banquillo azulgrana, es contratado por el conjunto francés del FC Sète, en el que ya había estado anteriormente como jugador. En Francia permanece dos temporadas , tras las cuales retorna a España, situándose durante dos años al frente del Valencia CF, con el que en 1962 obtiene la Copa de Ferias.
Su siguiente destino serán dos conjuntos andaluces: el Real Betis, al que dirige en la temporada 1963/64, y el CD Málaga, con el que logra un año más tarde el ascenso a la Primera División.
En 1965 es fichado por el Atlético de Madrid, en el que permanece una única temporada, la 1965/66, en la que se proclama campeón de Liga. Al finalizar la misma es nombrado seleccionador nacional.
Finalizada su etapa como seleccionador, Balmanya, tras un período de descanso, ficha de nuevo por el club en el que había debutado en Primera, el Real Zaragoza, al que entrena durante diez jornadas en la temporada 1970/71. Su siguiente escala la realiza en el Cádiz CF, al frente del cual permanece dos campañas entre 1972 y 1974. Finalizada su etapa en el conjunto cadista, y al igual que había sucedido en sus años como jugador, ficharía por la UE Sant Andreu, donde finalizaría su carrera como entrenador.

#### Selección española
En 1966, Domingo Balmanya es nombrado seleccionador nacional de España, sustituyendo al que también había sido predecesor suyo en el banquillo rojiblanco José Villalonga.
A lo largo de dos años dirige al combinado nacional en la fase de clasificación para la Eurocopa de Italia 1968, si bien finalmente no logra dicho objetivo.
Con Balmanya en el banquillo la selección disputó un total de once partidos (ocho de ellos oficiales), con un balance de cuatro victorias, tres empates y cuatro derrotas.
La relación completa de los encuentros de Domingo Balmanya como seleccionador es la siguiente:
| Fecha      | Competición                        | Estadio           | Ciudad                 | Partido        | Partido | Partido        |
| ---------- | ---------------------------------- | ----------------- | ---------------------- | -------------- | ------- | -------------- |
| 23/10/1966 | Clasificación Eurocopa Italia 1968 | Dalymount Park    | Dublín (Irlanda)       | Irlanda        | 0:0     | España         |
| 07/12/1966 | Clasificación Eurocopa Italia 1968 | Mestalla          | Valencia               | España         | 2:0     | Irlanda        |
| 01/02/1967 | Clasificación Eurocopa Italia 1968 | Ali Sami Yen      | Estambul (Turquía)     | Turquía        | 0:0     | España         |
| 24/05/1967 | Amistoso                           | Wembley           | Londres (Inglaterra)   | Inglaterra     | 2:0     | España         |
| 31/05/1967 | Clasificación Eurocopa Italia 1968 | San Mamés         | Bilbao                 | España         | 2:0     | Turquía        |
| 01/10/1967 | Clasificación Eurocopa Italia 1968 | Slavia            | Praga (Checoslovaquia) | Checoslovaquia | 1:0     | España         |
| 22/10/1967 | Clasificación Eurocopa Italia 1968 | Santiago Bernabéu | Madrid                 | España         | 2:1     | Checoslovaquia |
| 28/02/1968 | Amistoso                           | Sánchez Pizjuán   | Sevilla                | España         | 3:1     | Suecia         |
| 03/04/1968 | Clasificación Eurocopa Italia 1968 | Wembley           | Londres (Inglaterra)   | Inglaterra     | 1:0     | España         |
| 02/05/1968 | Amistoso                           | Malmö             | Malmö (Suecia)         | Suecia         | 1:1     | España         |
| 08/05/1968 | Clasificación Eurocopa Italia 1968 | Santiago Bernabéu | Madrid                 | España         | 1:2     | Inglaterra     |

### Secretario técnico
Retirado ya de los banquillos, Domingo Balmanya seguiría ligado al mundo del fútbol. Así, en los años siguientes desempeñaría la labor de secretario técnico tanto en el F. C. Barcelona como en el RCD Español, ejerciendo igualmente la dirección de la Escuela Catalana de Entrenadores.
También, y durante muchos años, ejerció como comentarista en los distintos programas radiofónicos dirigidos por el periodista deportivo José María García.

## Equipos

### Como jugador
| Club                   | País    | Año       |
| ---------------------- | ------- | --------- |
| Girona FC              | España  | 1934-1935 |
| F. C. Barcelona        | España  | 1935-1937 |
| FC Sète                | Francia | 1937-1941 |
| F. C. Barcelona        | España  | 1941-1944 |
| Gimnàstic de Tarragona | España  | 1944-1950 |
| UE Sant Andreu         | España  | 1950-1951 |

### Como entrenador
| Club                   | País               | Año       |
| ---------------------- | ------------------ | --------- |
| Gimnàstic de Tarragona | España             | 1949-1950 |
| Girona FC              | España             | 1952-1953 |
| Real Zaragoza          | España             | 1953-1954 |
| Real Oviedo            | España             | 1954-1955 |
| F. C. Barcelona        | España             | 1956-1958 |
| FC Sète                | Francia            | 1958-1960 |
| Valencia CF            | España             | 1960-1962 |
| Real Betis             | España             | 1963-1964 |
| CD Málaga              | España             | 1964-1965 |
| Atlético de Madrid     | España             | 1965-1966 |
| Selección Española     | Selección Española | 1966-1968 |
| Real Zaragoza          | España             | 1970-1971 |
| Cádiz CF               | España             | 1972-1974 |
| UE Sant Andreu         | España             | 1977-1978 |

## Títulos

### Como jugador
- 1 Liga francesa: 1938/39 (FC Sète)
- 1 Copa del Generalísimo: 1942 (F. C. Barcelona)
- 1 Campeonato de Cataluña: 1936 (F. C. Barcelona)

### Como entrenador
- 1 Liga española: 1965/66 (Atlético de Madrid)
- 1 Copa del Generalísimo: 1957 (F. C. Barcelona)

| Predecesor: José Villalonga | Entrenador de la selección de fútbol de España 1966−1968 | Sucesor: Eduardo Toba |